# Eddie Adams
Eddie Adams (New Kensington, 12 de junho de 1933 - Nova York, 19 de setembro de 2004) foi um fotógrafo e fotojornalista americano conhecido por retratos de celebridades e políticos e pela cobertura de 13 guerras. Ele é mais conhecido por sua fotografia da execução de um prisioneiro do Viet Cong, pelo qual ganhou um Prêmio Pulitzer em 1969. Adams era residente de Bogotá, Nova Jersey.

## Biografia
Edward Thomas Adams nasceu em 12 de junho de 1933 em New Kensington, Pensilvânia.

## Carreira

### Carreira como militar
Adams ingressou no Corpo de Fuzileiros Navais dos Estados Unidos em 1951 durante a Guerra da Coreia como fotógrafo de combate. Uma de suas tarefas era fotografar toda a Zona Desmilitarizada de ponta a ponta imediatamente após a guerra. Isso levou mais de um mês para ser concluído.  

### Fotografia vencedora do Prêmio Pulitzer
Foi durante a cobertura da Guerra do Vietnã para a Associated Press que ele tirou sua fotografia mais conhecida - a do chefe de polícia General Nguyễn Ngọc Loan, executando sumariamente Nguyễn Văn Lém, um prisioneiro vietcongue. Isso ocorreu em uma rua de Saigon em 1º de fevereiro de 1968, durante os estágios iniciais da Ofensiva Tet.
Adams ganhou o Prêmio Pulitzer de 1969 por Spot News Photography e um prêmio World Press Photo pela fotografia. O escritor e crítico David D. Perlmutter ressalta que "nenhuma filmagem causou tanto dano quanto a foto de 35mm do fotógrafo da AP Eddie Adams feita em uma rua de Saigon... Quando as pessoas falam ou escrevem sobre [a ofensiva Tet] pelo menos uma frase é dedicada (geralmente com uma ilustração) à imagem de Eddie Adams".
Antecipando o impacto da fotografia de Adams, procurou-se uma tentativa de equilíbrio pelos editores do The New York Times. Em suas memórias, John G. Morris lembra que o editor-assistente Theodore M. Bernstein "determinou que a brutalidade manifestada pelo aliado da América fosse posta em perspectiva, concordou em ampliar o quadro de Adams, mas compensou com o retrato de uma criança morta por vietcongue, que veio da AP de maneira conveniente ao mesmo tempo". No entanto, é a fotografia de Adams que é lembrada enquanto a outra imagem foi logo esquecida.
Em Regarding the Pain of Others (2003), Susan Sontag ficou perturbada com o que viu como a encenação de Loan da execução na rua para fotografias de jornalistas. Ela escreveu que "ele não teria realizado a execução sumária lá se eles [jornalistas] não estivessem disponíveis para testemunhá-la" e se posicionou em vista de perfil com o prisioneiro de frente para as câmeras. No entanto, Donald Winslow, do The New York Times, citou Adams como tendo descrito a imagem como uma "imagem reflexa" e "não tinha certeza do que havia fotografado até o desenvolvimento do filme". Além disso, Winslow observou que Adams "queria que eu entendesse que 'Saigon Execution' não era sua imagem mais importante e que ele não queria que seu obituário começasse  'Eddie Adams, o fotógrafo mais conhecido por sua icônica fotografia do Vietnã 'Saigon Execution' ".
Adams mais tarde lamentaria o impacto da foto. Em Loan e sua fotografia, Adams escreveu no Time em 1998:
Duas pessoas morreram nessa fotografia: o recebedor da bala e o general Nguyen Ngoc Loan. O general matou os vietcongues; Eu matei o general com minha câmera. As fotografias são as armas mais poderosas do mundo. As pessoas acreditam neles; mas as fotografias mentem, mesmo sem manipulação. São apenas meias-verdades... O que a fotografia não dizia era: "O que você faria se fosse o general naquela época e lugar naquele dia quente e você pegasse o chamado bandido depois que ele explodisse um, dois ou três americanos? ".... Essa foto realmente estragou sua vida. Ele nunca me culpou. Ele me disse que se eu não tivesse tirado a foto, alguém teria feito, mas me sinto mal por ele e sua família há muito tempo.... Enviei flores quando soube que ele havia morrido e escrevi: "Sinto muito. Há lágrimas nos meus olhos".
Loan foi para os Estados Unidos e, em 1978, houve uma tentativa frustrada de rescindir seu status de residência permanente (green card). Adams defendeu o empréstimo quando o governo dos Estados Unidos procurou deportá-lo com base na fotografia e pediu desculpas pessoalmente a Loan e sua família pelos danos irreparáveis que ele causou em sua honra enquanto ele estava vivo. Quando Loan morreu, Adams o elogiou como um "herói" de uma "causa justa". No programa de televisão War Stories com Oliver North Adams se referia a Loan como "um maldito herói!".
Ele disse uma vez: "Eu preferiria ser mais conhecido pela série de fotos que tirei de 48 refugiados vietnamitas que conseguiram navegar para a Tailândia em um barco de 30 pés, apenas para serem rebocados de volta para o mar aberto pelos marinheiros tailandeses". As fotografias e os relatórios que o acompanharam ajudaram a convencer o então presidente Jimmy Carter a conceder asilo a quase 200.000 vietnamitas. Ele ganhou a medalha de ouro Robert Capa do Overseas Press Club em 1977 por esta série de fotografias em seu ensaio fotográfico, The Boat of No Smiles" ("O barco sem sorrisos"), publicado pela AP. Adams comentou: "Foi bom e ninguém se machucou".
Em 22 de outubro de 2009, a Swann Galleries leiloou uma impressão da foto de Adams de Loan e Lém. Impresso na década de 1980, fora um presente para o filho de Adams. Ele foi vendido por US $ 43.200. O que muitos, inclusive Adams, não sabiam é que uma das muitas famílias executadas por Lem e seu grupo era toda a família do tenente-coronel sul-vietnamita Nguyen Tuan, incluindo seus pais e cinco filhos, exceto um menino de 10 anos que sobreviveu após ser baleado no estilo de execução no braço, perna e cabeça. O menino, Huan Nguyen, cresceu nos Estados Unidos e tornou-se o primeiro contra-almirante da marinha americana vietnamita nos Estados Unidos, em 2019.

### Workshop
Adams iniciou um workshop de fotojornalismo, The Eddie Adams Workshop (também conhecido como Barnstorm) em 1988.
Juntamente com o Pulitzer, Adams recebeu mais de 500 prêmios, incluindo o George Polk Award por News Photography em 1968, 1977 e 1978, World Press Photo em 14 ocasiões e vários prêmios da National Press Photographers Association, Sigma Delta Chi, Overseas Press Club e muitas outras organizações.

## Morte
Em 19 de setembro de 2004, Adams morreu na cidade de Nova York aos 71 anos de idade por complicações da esclerose lateral amiotrófica (ELA).
Em 2009, sua viúva doou seu arquivo fotográfico para a Universidade do Texas em Austin.